# Alliance des trois rois
L'alliance des trois rois ("Traité d'alliance entre la Prusse, la Saxe et le Hanovre") est un accord conclu le 26 mai 1849 entre le royaume de Prusse, le royaume de Hanovre et le royaume de Saxe. Alors qu'ils répriment violemment la révolution, ils s'accordent sur "l'établissement d'une gestion unifiée des affaires allemandes". L'objectif est la création d'un État fédéral allemand, un Empire allemand. Le projet reçoit plus tard le nom d'Union d'Erfurt.
Le texte du traité de l'Alliance des trois rois constitue un ordre constitutionnel provisoire. Il est accompagné d'un projet de loi électorale (de). À cela s'ajoute un accord sur un tribunal d'arbitrage. Ce n'est que deux jours plus tard que suit un projet de constitution pour l'Empire allemand (de). Celui-ci s'inspire de la Constitution impériale de Francfort du mois précédent.
D'autres États se sont joints à la tentative d'unification, mais pas les autres royaumes de Bavière et de Wurtemberg. Le Hanovre et la Saxe se détachent de la tentative d'unification dès l'automne 1849. L'Union d'Erfurt prend fin au plus tard après la crise d'automne de 1850, et avec elle les institutions de l'Alliance des trois rois.

## Émergence
Simultanément au refus de la couronne impériale de Francfort en avril, le roi de Prusse Frédéric-Guillaume IV invite les autres États allemands à discuter de la création d'un État fédéral. Son principal conseiller en la matière est Joseph von Radowitz. À partir du 17 mai 1849, les représentants de la Prusse, de la Bavière, du Wurtemberg, du Hanovre et de la Saxe se sont réunis à Berlin. Mais seuls la Prusse, le Hanovre et la Saxe signent l'accord. Le Hanovre et la Saxe émettent une réserve : ils ne veulent être liés à la Constitution que si tous les États allemands (à l'exception de l'Autriche) adhèrent à l'alliance (clause de participation universelle).

## Contenu
Le traité d'alliance du 26 mai 1849 évite les mots Empire et État fédéral, mais parle d'une alliance pour "l'établissement d'une direction uniforme des affaires allemandes, une association plus étroite des gouvernements qui sont décidés à agir selon les mêmes principes" (phrase d'introduction). L'alliance doit être ouverte à tous les États membres de la Confédération germanique.
De plus, le contrat institue déjà des institutions (art. III):
- La Prusse aura la "direction suprême des mesures à prendre pour atteindre le but de cette alliance", et ce pour un an à partir du 1er juin. Ensuite, soit la "Constitution de l'Empire" s'appliquera (publiée deux jours plus tard), soit les règles existantes du traité pourront être prolongées.
- Chacun des alliés délègue une ou plusieurs personnes autorisées à un « conseil d'administration », qui doit conduire les affaires en vue d'atteindre le but.
- La constitution serait décidée par un parlement.
- En outre, il y aura un tribunal fédéral (art. V) et la possibilité de demander une assistance militaire en cas de troubles intérieurs. Les opérations seront dirigées par la Prusse.

Selon l'art. IV, les alliés doivent accorder une constitution "au peuple allemand". Le projet est convenu entre eux et annexé au présent traité. Le projet sera soumis, avec le projet de loi électorale, à une "assemblée impériale" (le Parlement de l'Union d'Erfurt). Si l'Assemblée impériale demande des modifications, les alliés doivent donner leur accord.

## Source
- Dok. Nr. 172. Bündnisvertrag zwischen Preußen, Sachsen und Hannover vom 26. Mai 1849. In: Ernst Rudolf Huber: Dokumente zur deutschen Verfassungsgeschichte. Band 1: Deutsche Verfassungsdokumente 1803–1850. W. Kohlhammer Verlag, Stuttgart, 1961,